# Thuidium catenulatum
Thuidium catenulatum là một loài rêu trong họ Thuidiaceae. Loài này được (Brid. ex Schrad.) De Not. mô tả khoa học đầu tiên năm 1867.